# Mark Osborne (Regisseur)

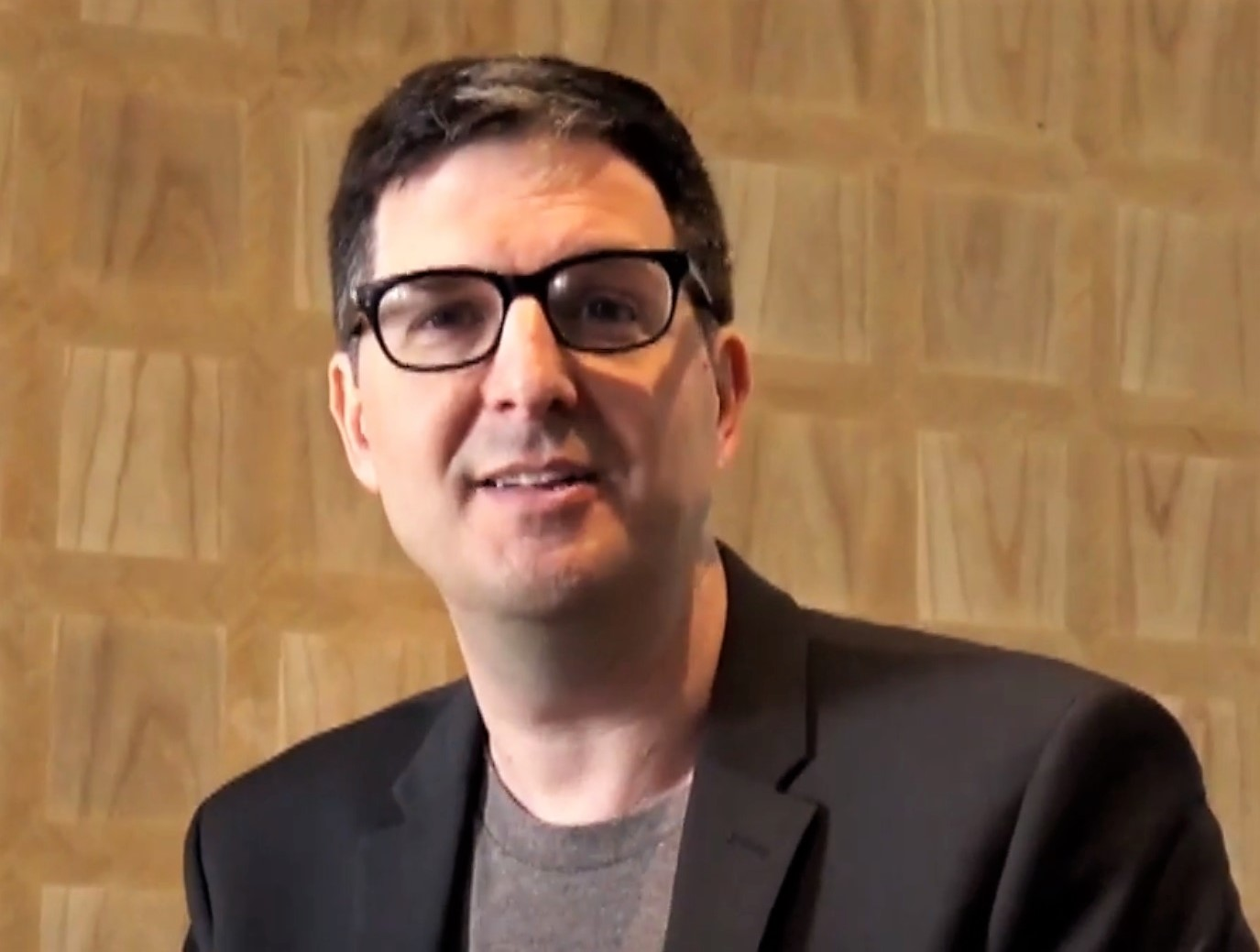
Mark Osborne, 2016

Mark Osborne (* 17. September 1970 in Trenton, USA) ist ein US-amerikanischer Regisseur, Drehbuchautor und Produzent.

## Leben
Nach seinem Abschluss an der Hunterdon Central Regional High School lehrte er eine Weile Stop-Motion an einer Universität. Danach verließ er die Uni um seine beruflichen Ambitionen zu verfolgen. Er ist der Bruder des TV-Autors und Produzenten Kent Osborne.

## Filmografie (Auswahl)
Als Regisseur:
- 1994: Greener
- 1994: Alapalooza: The Videos (Video Jurassic Park)
- 1996: KaBlam! (1 Folge)
- 1996: 'Weird Al' Yankovic: The Videos (Video Jurassic Park)
- 1998: More
- 2000: Dropping Out
- 2000: Short 7: Utopia
- 2003: 'Weird Al' Yankovic: The Ultimate Video Collection (Video Jurassic Park)
- 2002–2004: SpongeBob Schwammkopf (SpongeBob SquarePants) (3 Folgen)
- 2004: Der SpongeBob Schwammkopf Film (The SpongeBob SquarePants Movie)
- 2008: Kung Fu Panda
- 2011: The Exhibitionist
- 2015: Der kleine Prinz

Als Drehbuchautor:
- 1994: Greener
- 1998: More
- 2009: Monsters vs. Aliens

Als Produzent:
- 1994: Alapalooza: The Videos (Video Jurassic Park)
- 1996: KaBlam! (1 Folge) (Co-Produzent)
- 1999: Herd
- 2000–2001: SpongeBob Schwammkopf (SpongeBob SquarePants) (2 Folgen)

## Auszeichnungen
- 1999: Oscar: Nominierung in der Kategorie Bester animierter Kurzfilm für More
- 2009: Oscar: Nominierung in der Kategorie Bester animierter Spielfilm für Kung Fu Panda